# 李寅恭
李寅恭（1884年—1958年），字勰宸，男，安徽合肥人，中国林学家、林业教育家，国立中央大学森林系教授。